# Achille-Nicolas Isnard
Achille-Nicolas Isnard (Parigi, 1748 – Lione, 1803) è stato un economista e ingegnere francese.

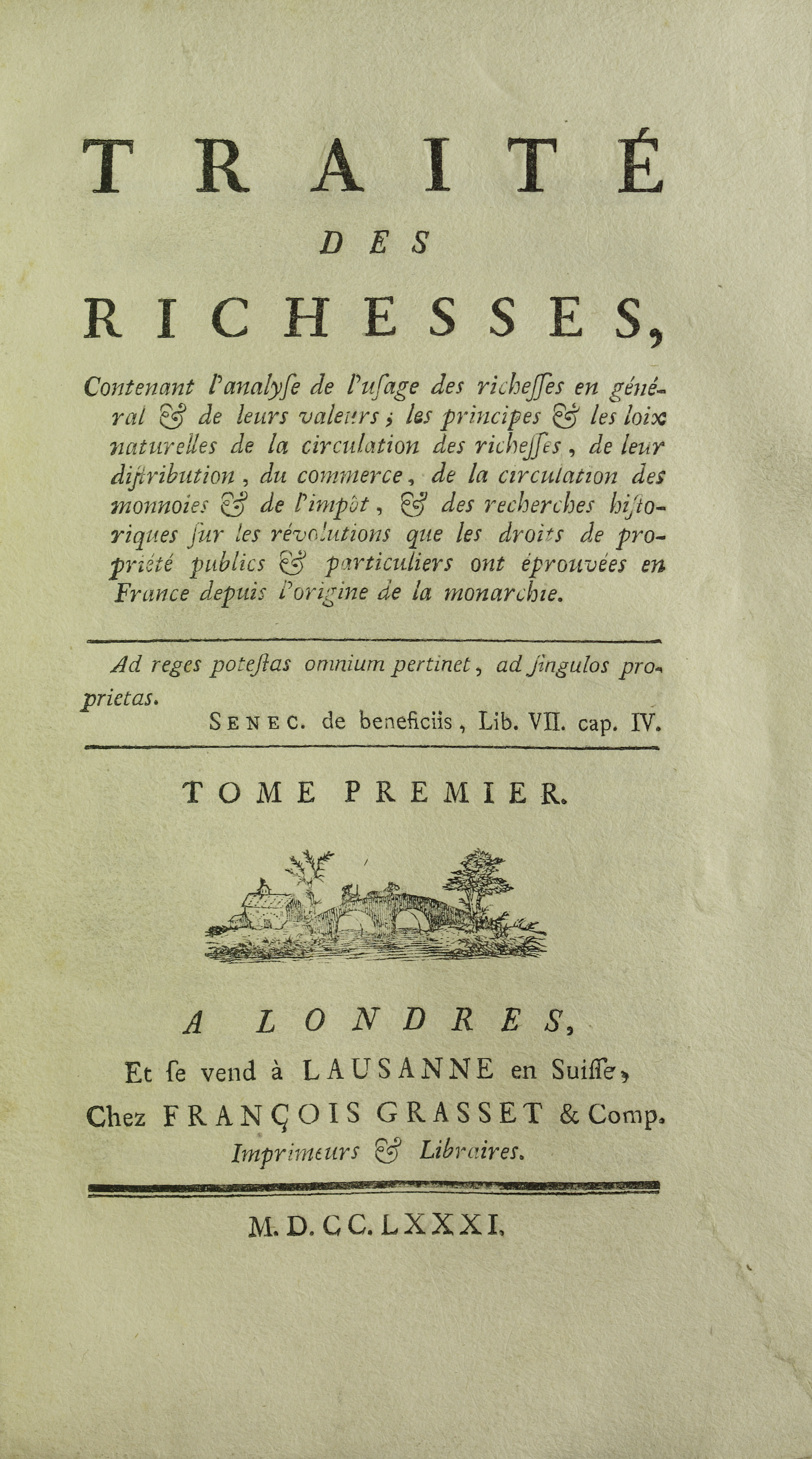
Traité des richesses, 1781

Fu membro del Tribunato di Napoleone Bonaparte (1799-1802).
È conosciuto per essere stato un deciso critico della dottrina fisiocratica e per i suoi primi contributi alla matematica economica.

## Opere
- (FR) Traité des richesses, vol. 1, Londra, François Grasset, 1781.
- (FR) Traité des richesses, vol. 2, Londra, François Grasset, 1781.